# علی سلیمانی
علی سلیمانی سرنسری (۱۰ آبان ۱۳۵۰ – ۲۱ مرداد ۱۴۰۰) بازیگر، مجری و طراح دکور اهل ایران بود. او دارای مدرک کارشناسی نمایش با گرایش بازیگری از دانشگاه آزاد اسلامی بود. نخستین کار سینمایی وی سفر بخیر به کارگردانی داریوش مودبیان بود. سلیمانی عضو ثابت تیم فوتبال هنرمندان بوده و همچنین از سال ۱۳۷۰ به آموزش کاراته و بازیگری می‌پرداخت. وی در مرداد سال ۱۴۰۰ به بیماری کرونا مبتلا شد و درگذشت.
وی همچنین به عنوان دستیار کارگردان با پرویز شیخ‌طادی و بهروز بقایی در دنیای شیرین دریا و ماه مهربان همکاری داشت. از جمله آثار وی می‌توان به دروازه ساعات ساختهٔ سید جواد هاشمی، داستان یک شهر ساختهٔ اصغر فرهادی، روشن‌تر از خاموشی ساختهٔ حسن فتحی و وضعیت سفید ساختهٔ حمید نعمت‌الله و کتونی زرنگی اشاره کرد.

## درگذشت
علی سلیمانی که از بیماری کووید ۱۹ رنج می‌برد، مدتی در کما بود و در ۲۱ مرداد ۱۴۰۰ در بیمارستانی در تهران به دلیل عوارض ناشی از کرونا دچار ایست قلبی شد و درگذشت.

## فیلم‌شناسی

### تلویزیونی
| سال       | عنوان مجموعه                 | سمت    | کارگردان                         | توضیحات       |
| --------- | ---------------------------- | ------ | -------------------------------- | ------------- |
| ۱۴۰۰      | وضعیت زرد ۱                  | بازیگر | مجید رستگار                      | شبکه ۳        |
| ۱۴۰۰      | روزهای آبی                   | بازیگر | محمدرضا حاجی غلامی               | شبکه ۵        |
| ۱۳۹۹      | دادستان                      | بازیگر | مسعود ده نمکی                    | شبکه ۳        |
| ۱۳۹۸      | ملکاوان                      | بازیگر | احمد معظمی                       | آی فیلم       |
| ۱۳۹۸      | کتونی زرنگی                  | بازیگر | علی ملاقلی‌پور                    | شبکه ۳        |
| ۱۳۹۸      | وارش                         | بازیگر | احمد کاوری                       | شبکه ۳        |
| ۱۳۹۶      | سفر در خانه                  | بازیگر | بهمن گودرزی                      | شبکه ۵ و نسیم |
| ۱۳۹۵      | ماه و پلنگ                   | بازیگر | احمد امینی                       | شبکه ۳        |
| ۱۳۹۴      | معمای شاه                    | بازیگر | محمدرضا ورزی                     | شبکه ۱        |
| ۱۳۹۴      | پایتخت ۴                     | بازیگر | سیروس مقدم                       | شبکه ۱        |
| ۱۳۹۲      | عصر پائیزی                   | بازیگر | اصغر نعیمی                       |               |
| ۱۳۹۰      | وضعیت سفید                   | بازیگر | حمید نعمت‌الله                    | شبکه ۳        |
| ۱۳۹۰      | سقوط یک فرشته                | بازیگر | بهرام بهرامیان و حمید بهرامیان   | شبکه ۱        |
| ۱۳۸۸      | امین و مینا                  | بازیگر | کرم سربخش                        | شبکه قرآن     |
| ۱۳۸۸      | اشک‌ها و لبخندها              | بازیگر | حسن فتحی                         | شبکه ۱        |
| ۱۳۸۸      | شاید برای شما هم اتفاق بیفتد | بازیگر | احمد معظمی                       | شبکه ۵        |
| ۱۳۸۸      | فریدون مهربان است            | بازیگر | حمید نعمت‌الله                    |               |
| ۱۳۸۶–۱۳۸۵ | شکر تلخ                      | بازیگر | احمد کاوری                       | شبکه ۲        |
| ۱۳۸۵      | سلام                         | بازیگر | محمدرضا فرزین                    | شبکه ۵        |
| ۱۳۸۰      | روشن‌تر از خاموشی             | بازیگر | حسن فتحی                         | شبکه ۱        |
| ۱۳۷۸      | داستان یک شهر                | بازیگر | اصغر فرهادی                      | شبکه ۵        |
| ۱۳۷۵      | ماه مهربان                   | بازیگر | بهروز بقایی نویسنده: اصغر فرهادی | شبکه ۵        |
| ۱۳۷۴      | سفر به چزابه                 | بازیگر | رسول ملاقلی‌پور                   | شبکه ۲        |

### سینمایی
| سال  | عنوان اثر          | سمت      | کارگردان              | توضیحات                         |
| ---- | ------------------ | -------- | --------------------- | ------------------------------- |
| ۱۴۰۰ | فیلم سوییپر        | بازیگر   | امین شجاعی            |                                 |
| ۱۳۹۶ | به وقت خماری       | بازیگر   | محمدحسین لطیفی        |                                 |
| ۱۳۹۶ | تنگه ابوقریب       | بازیگر   | بهرام توکلی           |                                 |
| ۱۳۹۵ | اشنوگل             | کارگردان | علی سلیمانی           | کارگردانی مشترک با هادی حاجتمند |
| ۱۳۹۳ | در مدت معلوم       | بازیگر   | وحید امیرخانی         |                                 |
| ۱۳۹۳ | تونل               | بازیگر   | خیرالله تقیانی‌پور     |                                 |
| ۱۳۸۸ | خاله سوسکه         | بازیگر   | نادره ترکمانی         |                                 |
| ۱۳۸۸ | زخم شانه حوا       | بازیگر   | حسین قناعت            |                                 |
| ۱۳۸۷ | یک وجب از آسمان    | بازیگر   | علی وزیریان           |                                 |
| ۱۳۸۷ | کلانتری غیرانتفاعی | بازیگر   | یدالله صمدی           |                                 |
| ۱۳۸۶ | بی‌پولی             | بازیگر   | حمید نعمت‌الله         |                                 |
| ۱۳۸۰ | قارچ سمی           | بازیگر   | رسول ملاقلی‌پور        |                                 |
| ۱۳۷۹ | سگ‌کشی              | بازیگر   | بهرام بیضایی          |                                 |
| ۱۳۷۸ | تلفن               | بازیگر   | شفیع آقا محمدیان      |                                 |
| ۱۳۷۷ | سرزمین پدربزرگ     | بازیگر   | پرویز شیخ‌طادی         |                                 |
| ۱۳۷۶ | جهان پهلوان تختی   | بازیگر   | بهروز افخمی/علی حاتمی |                                 |
| ۱۳۷۴ | نجات یافتگان       | بازیگر   | رسول ملاقلی‌پور        |                                 |
| ۱۳۷۴ | سفر به چزابه       | بازیگر   | رسول ملاقلی‌پور        | بعلاوه نسخه تلویزیونی           |
| ۱۳۷۳ | سفر بخیر           | بازیگر   | داریوش مودبیان        |                                 |

### تله فیلم
- من پلیس نیستم (سعید ساروق؛ ۱۳۹۵)
- یک نفر تا مرگ
- خورشید (فرهاد بهشتی؛ ۱۳۸۸)
- بچه‌های محلهٔ گل‌ها (داریوش ربیعی؛ ۱۳۸۸)
- سکه (عطا سلیمانیان؛ ۱۳۸۷)
- ای سی دی (محمد درمنش؛ ۱۳۸۶)
- میراث (حسین زینعلی؛ ۱۳۸۵)

## سایر سمت‌ها
| سال  | عنوان مجموعه                  | سمت       | کارگردان       | توضیحات               |
| ---- | ----------------------------- | --------- | -------------- | --------------------- |
| ۱۳۹۴ | برنامهٔ تلویزیونی عصر خانواده  | مجری      |                | شبکه ۲                |
| ۱۳۹۳ | برنامه تلویزیونی نشان مهربانی | مجری      | میلاد مهدوی    | شبکه ۱                |
| ۱۳۸۷ | مستند سلام آقای نیلوفری       | کارگردان  | خودش           |                       |
| ۱۳۷۹ | مریم مقدس                     | طراح دکور | شهریار بحرانی  | شبکه ۲ و نسخه سینمایی |
| ۱۳۷۹ | خاکستری                       | طراح دکور | مهرداد میرفلاح | فیلم سینمایی          |
| ۱۳۷۸ | بوی کافور، عطر یاس            | تدارکات   | بهمن فرمان‌آرا  | فیلم سینمایی          |
| ۱۳۷۱ | چهارشنبه عزیز                 | تدارکات   | حمید تمجیدی    | فیلم سینمایی          |

منابع:

### تئاتر
سلیمانی بیش از سی کار تئاتر در صحنه اجرا کرده‌است. از جمله:
- مردی در آینه (تالار وحدت) (۱۳۹۸)، (کارگردان و بازیگر)
- چشم به راه میرغضب (به کارگردانی حسین کیانی)، (تماشاخانه سنگلج)، (۱۳۹۸)، (بازیگر)
- مکعب (۱۳۹۶)، (خانهٔ نمایش)، (کارگردان و بازیگر)
- خنکای ختم خاطره (به کارگردانی حمیدرضا آذرنگ) (۱۳۹۷) (بازیگر)
- تله تئاتر دروازهٔ ساعات (به کارگردانی جواد هاشمی) (۱۳۸۸) (بازیگر)
- شکار روباه (به کارگردانی علی رفیعی)، (تالار رودکی)، (۱۳۸۶)، (بازیگر)
- تله تئاتر عزیز مایی (به کارگردانی مهرداد رایانی مخصوص) (۱۳۸۴) (بازیگر)